# Pauridiantha udzungwaensis
Pauridiantha udzungwaensis är en måreväxtart som beskrevs av Ntore och Steven Dessein. Pauridiantha udzungwaensis ingår i släktet Pauridiantha och familjen måreväxter.
Artens utbredningsområde är Tanzania. Inga underarter finns listade i Catalogue of Life.